# 北利伯蒂 (印第安納州)
北利伯蒂（英語：North Liberty）是一個位於美國印第安納州聖約瑟夫縣的城鎮。

## 人口
根據2010年美國人口普查的數據，北利伯蒂的面積為2.69平方千米，當中陸地面積為2.69平方千米，而水域面積為0.00平方千米。當地共有人口1,896人，而人口密度為每平方千米705人。